# Saison 2010-2011 de la LHJMQ
Saison précédente Saison suivante
La saison 2010-2011 est la 42e saison de hockey sur glace de la Ligue de hockey junior majeur du Québec. La saison régulière voit dix-huit équipes jouer soixante-huit matchs chacune. Les Sea Dogs de Saint-Jean remportent la Coupe du président en battant en finale les Olympiques de Gatineau.

## Contexte
Un nouveau trophée est remis au conseiller pédagogique de l'année : le trophée Denis-Arsenault. La division Atlantique est renommée division Maritimes et la ligue se réorganise en 3 divisions de 6 équipes chacune : la division Telus Centre disparaît et ses équipes sont réparties entre les divisions Est et Ouest. Les Voltigeurs de Drummondville et les Cataractes de Shawinigan rejoignent la division Ouest alors que les Tigres de Victoriaville et les Maineiacs de Lewiston sont intégrées à la division Est.

## Saison régulière

### Classement
| Clt | Équipe                            | Division        | PJ | V  | D  | N | DP | BP  | BC  | Pts |
| --- | --------------------------------- | --------------- | -- | -- | -- | - | -- | --- | --- | --- |
| 1   | Sea Dogs de Saint-Jean            | Telus Maritimes | 68 | 58 | 7  | 1 | 2  | 324 | 165 | 119 |
| 2   | Junior de Montréal                | Telus Ouest     | 68 | 46 | 12 | 5 | 5  | 263 | 185 | 102 |
| 3   | Remparts de Québec                | Telus Est       | 68 | 48 | 16 | 1 | 3  | 277 | 187 | 100 |
| 4   | Voltigeurs de Drummondville       | Telus Ouest     | 68 | 45 | 15 | 5 | 3  | 251 | 182 | 98  |
| 5   | Olympiques de Gatineau            | Telus Ouest     | 68 | 43 | 17 | 3 | 5  | 248 | 193 | 94  |
| 6   | Titan d'Acadie-Bathurst           | Telus Maritimes | 68 | 44 | 21 | 2 | 1  | 261 | 197 | 91  |
| 7   | Cataractes de Shawinigan          | Telus Ouest     | 68 | 42 | 23 | 2 | 1  | 250 | 202 | 87  |
| 8   | Maineiacs de Lewiston             | Telus Est       | 68 | 40 | 24 | 1 | 3  | 265 | 223 | 84  |
| 9   | Wildcats de Moncton               | Telus Maritimes | 68 | 33 | 25 | 3 | 7  | 232 | 256 | 76  |
| 10  | Rocket de l'Île-du-Prince-Édouard | Telus Maritimes | 68 | 33 | 26 | 3 | 6  | 217 | 220 | 75  |
| 11  | Tigres de Victoriaville           | Telus Est       | 68 | 35 | 29 | 1 | 3  | 256 | 240 | 74  |
| 12  | Océanic de Rimouski               | Telus Est       | 68 | 31 | 33 | 1 | 3  | 226 | 236 | 66  |
| 13  | Saguenéens de Chicoutimi          | Telus Est       | 68 | 27 | 29 | 5 | 7  | 197 | 220 | 66  |
| 14  | Foreurs de Val-d'Or               | Telus Ouest     | 68 | 25 | 34 | 5 | 4  | 208 | 263 | 59  |
| 15  | Mooseheads d'Halifax              | Telus Maritimes | 68 | 20 | 43 | 2 | 3  | 186 | 262 | 45  |
| 16  | Screaming Eagles du Cap-Breton    | Telus Maritimes | 68 | 18 | 45 | 1 | 4  | 154 | 276 | 41  |
| 17  | Drakkar de Baie-Comeau            | Telus Est       | 68 | 12 | 46 | 6 | 4  | 151 | 266 | 34  |
| 18  | Huskies de Rouyn-Noranda          | Telus Ouest     | 68 | 12 | 50 | 4 | 2  | 151 | 339 | 30  |

- En gras et en italique : champion de la saison régulière
- En gras : champion de division
- En italique : qualifié pour les séries éliminatoires

### Meilleurs pointeurs
| Clt | Joueur                      | Équipe          | PJ | B  | A  | Pts | Pun |
| --- | --------------------------- | --------------- | -- | -- | -- | --- | --- |
| 1   | Philip-Michaël Pinard-Devos | Gatineau        | 68 | 47 | 67 | 114 | 31  |
| 2   | Gabriel Lévesque            | Acadie-Bathurst | 68 | 37 | 70 | 107 | 29  |
| 3   | Jonathan Huberdeau          | Saint-Jean      | 67 | 43 | 62 | 105 | 88  |
| 4   | Ondřej Palát                | Drummondville   | 61 | 39 | 57 | 96  | 24  |
| 5   | Sean Couturier              | Drummondville   | 58 | 36 | 60 | 96  | 36  |
| 6   | Jonathan Marchessault       | Québec          | 68 | 40 | 55 | 95  | 41  |
| 7   | Zack Phillips               | Saint-Jean      | 67 | 38 | 57 | 95  | 16  |
| 8   | Alex Saulnier               | Moncton         | 65 | 25 | 60 | 85  | 8   |
| 9   | Étienne Brodeur             | Lewiston        | 68 | 53 | 30 | 83  | 71  |
| 10  | Jonathan Hazen              | Val-d'Or        | 62 | 41 | 42 | 83  | 29  |

## Séries éliminatoires
Les seize meilleures équipes de la saison régulière participent aux séries, les champions de division étant classés aux trois premières places. La meilleure équipe rencontre la seizième, la deuxième la quinzième et ainsi de suite jusqu'à la huitième qui affronte la neuvième. En quarts de finale et en demi-finales, les matchs sont à nouveau organisés en fonction du classement lors de la saison régulière.
|  | Huitièmes de finale     | Huitièmes de finale               | Huitièmes de finale  | Huitièmes de finale      |   |                             | Quarts de finale | Quarts de finale | Quarts de finale | Quarts de finale |  |  | Demi-finales      | Demi-finales      | Demi-finales      | Demi-finales      |  |  | Finale         | Finale         | Finale         | Finale         |
|  |                         |                                   |                      |                          |   |                             |                  |                  |                  |                  |  |  |                   |                   |                   |                   |  |  |                |                |                |                |
|  | du 25 au 30 mars        | du 25 au 30 mars                  | du 25 au 30 mars     | du 25 au 30 mars         |   |                             | du 8 au 15 avril | du 8 au 15 avril | du 8 au 15 avril | du 8 au 15 avril |  |  | du 22 au 27 avril | du 22 au 27 avril | du 22 au 27 avril | du 22 au 27 avril |  |  | du 5 au 15 mai | du 5 au 15 mai | du 5 au 15 mai | du 5 au 15 mai |
|  | 1                       | Sea Dogs de Saint-Jean            | 4                    | 4                        |   |                             | du 8 au 15 avril | du 8 au 15 avril | du 8 au 15 avril | du 8 au 15 avril |  |  | du 22 au 27 avril | du 22 au 27 avril | du 22 au 27 avril | du 22 au 27 avril |  |  | du 5 au 15 mai | du 5 au 15 mai | du 5 au 15 mai | du 5 au 15 mai |
|  | 1                       | Sea Dogs de Saint-Jean            | 4                    | 4                        |   |                             | du 8 au 15 avril | du 8 au 15 avril | du 8 au 15 avril | du 8 au 15 avril |  |  | du 22 au 27 avril | du 22 au 27 avril | du 22 au 27 avril | du 22 au 27 avril |  |  | du 5 au 15 mai | du 5 au 15 mai | du 5 au 15 mai | du 5 au 15 mai |
|  | 16                      | Screaming Eagles du Cap-Breton    | 0                    | 0                        |   |                             | du 8 au 15 avril | du 8 au 15 avril | du 8 au 15 avril | du 8 au 15 avril |  |  | du 22 au 27 avril | du 22 au 27 avril | du 22 au 27 avril | du 22 au 27 avril |  |  | du 5 au 15 mai | du 5 au 15 mai | du 5 au 15 mai | du 5 au 15 mai |
|  | 16                      | Screaming Eagles du Cap-Breton    | 0                    | 0                        | 1 | Sea Dogs de Saint-Jean      | 4                | 4                |                  |                  |  |  | du 22 au 27 avril | du 22 au 27 avril | du 22 au 27 avril | du 22 au 27 avril |  |  | du 5 au 15 mai | du 5 au 15 mai | du 5 au 15 mai | du 5 au 15 mai |
|  | du 24 au 30 mars        |                                   |                      |                          | 1 | Sea Dogs de Saint-Jean      | 4                | 4                |                  |                  |  |  | du 22 au 27 avril | du 22 au 27 avril | du 22 au 27 avril | du 22 au 27 avril |  |  | du 5 au 15 mai | du 5 au 15 mai | du 5 au 15 mai | du 5 au 15 mai |
|  |                         |                                   | 11                   | Tigres de Victoriaville  | 1 | 1                           |                  |                  |                  |                  |  |  | du 22 au 27 avril | du 22 au 27 avril | du 22 au 27 avril | du 22 au 27 avril |  |  | du 5 au 15 mai | du 5 au 15 mai | du 5 au 15 mai | du 5 au 15 mai |
|  | 2                       | Junior de Montréal                | 11                   | Tigres de Victoriaville  | 1 | 1                           | 4                | 4                |                  |                  |  |  | du 22 au 27 avril | du 22 au 27 avril | du 22 au 27 avril | du 22 au 27 avril |  |  | du 5 au 15 mai | du 5 au 15 mai | du 5 au 15 mai | du 5 au 15 mai |
|  | 2                       | Junior de Montréal                | du 8 au 17 avril     |                          |   |                             | 4                | 4                |                  |                  |  |  | du 22 au 27 avril | du 22 au 27 avril | du 22 au 27 avril | du 22 au 27 avril |  |  | du 5 au 15 mai | du 5 au 15 mai | du 5 au 15 mai | du 5 au 15 mai |
|  | 15                      | Mooseheads d'Halifax              | 0                    | 0                        |   |                             |                  |                  |                  |                  |  |  | du 22 au 27 avril | du 22 au 27 avril | du 22 au 27 avril | du 22 au 27 avril |  |  | du 5 au 15 mai | du 5 au 15 mai | du 5 au 15 mai | du 5 au 15 mai |
|  | 15                      | Mooseheads d'Halifax              | 0                    | 0                        | 1 | Sea Dogs de Saint-Jean      | 4                | 4                |                  |                  |  |  |                   |                   |                   |                   |  |  | du 5 au 15 mai | du 5 au 15 mai | du 5 au 15 mai | du 5 au 15 mai |
|  | du 25 au 30 mars        |                                   |                      |                          | 1 | Sea Dogs de Saint-Jean      | 4                | 4                |                  |                  |  |  |                   |                   |                   |                   |  |  | du 5 au 15 mai | du 5 au 15 mai | du 5 au 15 mai | du 5 au 15 mai |
|  |                         |                                   | 8                    | Maineiacs de Lewiston    | 0 | 0                           |                  |                  |                  |                  |  |  |                   |                   |                   |                   |  |  | du 5 au 15 mai | du 5 au 15 mai | du 5 au 15 mai | du 5 au 15 mai |
|  | 3                       | Remparts de Québec                | 8                    | Maineiacs de Lewiston    | 0 | 0                           | 4                | 4                |                  |                  |  |  |                   |                   |                   |                   |  |  | du 5 au 15 mai | du 5 au 15 mai | du 5 au 15 mai | du 5 au 15 mai |
|  | 3                       | Remparts de Québec                | du 22 avril au 3 mai |                          |   |                             | 4                | 4                |                  |                  |  |  |                   |                   |                   |                   |  |  | du 5 au 15 mai | du 5 au 15 mai | du 5 au 15 mai | du 5 au 15 mai |
|  | 14                      | Foreurs de Val-d'Or               | 0                    | 0                        |   |                             |                  |                  |                  |                  |  |  |                   |                   |                   |                   |  |  | du 5 au 15 mai | du 5 au 15 mai | du 5 au 15 mai | du 5 au 15 mai |
|  | 14                      | Foreurs de Val-d'Or               | 0                    | 0                        | 2 | Junior de Montréal          | 2                | 2                |                  |                  |  |  |                   |                   |                   |                   |  |  | du 5 au 15 mai | du 5 au 15 mai | du 5 au 15 mai | du 5 au 15 mai |
|  | du 25 au 30 mars        |                                   |                      |                          | 2 | Junior de Montréal          | 2                | 2                |                  |                  |  |  |                   |                   |                   |                   |  |  | du 5 au 15 mai | du 5 au 15 mai | du 5 au 15 mai | du 5 au 15 mai |
|  |                         |                                   | 8                    | Maineiacs de Lewiston    | 4 | 4                           |                  |                  |                  |                  |  |  |                   |                   |                   |                   |  |  | du 5 au 15 mai | du 5 au 15 mai | du 5 au 15 mai | du 5 au 15 mai |
|  | 4                       | Voltigeurs de Drummondville       | 8                    | Maineiacs de Lewiston    | 4 | 4                           | 4                | 4                |                  |                  |  |  |                   |                   |                   |                   |  |  | du 5 au 15 mai | du 5 au 15 mai | du 5 au 15 mai | du 5 au 15 mai |
|  | 4                       | Voltigeurs de Drummondville       | du 8 au 19 avril     |                          |   |                             | 4                | 4                |                  |                  |  |  |                   |                   |                   |                   |  |  | du 5 au 15 mai | du 5 au 15 mai | du 5 au 15 mai | du 5 au 15 mai |
|  | 13                      | Saguenéens de Chicoutimi          | 0                    | 0                        |   |                             |                  |                  |                  |                  |  |  |                   |                   |                   |                   |  |  | du 5 au 15 mai | du 5 au 15 mai | du 5 au 15 mai | du 5 au 15 mai |
|  | 13                      | Saguenéens de Chicoutimi          | 0                    | 0                        | 1 | Sea Dogs de Saint-Jean      | 4                | 4                |                  |                  |  |  |                   |                   |                   |                   |  |  |                |                |                |                |
|  | du 25 mars au 1er avril |                                   |                      |                          | 1 | Sea Dogs de Saint-Jean      | 4                | 4                |                  |                  |  |  |                   |                   |                   |                   |  |  |                |                |                |                |
|  |                         |                                   | 5                    | Olympiques de Gatineau   | 2 | 2                           |                  |                  |                  |                  |  |  |                   |                   |                   |                   |  |  |                |                |                |                |
|  | 5                       | Olympiques de Gatineau            | 5                    | Olympiques de Gatineau   | 2 | 2                           | 4                | 4                |                  |                  |  |  |                   |                   |                   |                   |  |  |                |                |                |                |
|  | 5                       | Olympiques de Gatineau            |                      |                          |   |                             |                  | 4                |                  |                  |  |  |                   |                   |                   |                   |  |  |                |                |                |                |
|  | 12                      | Océanic de Rimouski               | 1                    | 1                        |   |                             |                  |                  |                  |                  |  |  |                   |                   |                   |                   |  |  |                |                |                |                |
|  | 12                      | Océanic de Rimouski               | 1                    | 1                        | 3 | Remparts de Québec          | 4                | 4                |                  |                  |  |  |                   |                   |                   |                   |  |  |                |                |                |                |
|  | du 25 au 30 mars        |                                   |                      |                          | 3 | Remparts de Québec          | 4                | 4                |                  |                  |  |  |                   |                   |                   |                   |  |  |                |                |                |                |
|  |                         |                                   | 7                    | Cataractes de Shawinigan | 3 | 3                           |                  |                  |                  |                  |  |  |                   |                   |                   |                   |  |  |                |                |                |                |
|  | 6                       | Titan d'Acadie-Bathurst           | 7                    | Cataractes de Shawinigan | 3 | 3                           | 0                | 0                |                  |                  |  |  |                   |                   |                   |                   |  |  |                |                |                |                |
|  | 6                       | Titan d'Acadie-Bathurst           | du 8 au 17 avril     |                          |   |                             | 0                | 0                |                  |                  |  |  |                   |                   |                   |                   |  |  |                |                |                |                |
|  | 11                      | Tigres de Victoriaville           | 4                    | 4                        |   |                             |                  |                  |                  |                  |  |  |                   |                   |                   |                   |  |  |                |                |                |                |
|  | 11                      | Tigres de Victoriaville           | 4                    | 4                        | 3 | Remparts de Québec          | 3                | 3                |                  |                  |  |  |                   |                   |                   |                   |  |  |                |                |                |                |
|  | du 25 mars au 1er avril |                                   |                      |                          | 3 | Remparts de Québec          | 3                | 3                |                  |                  |  |  |                   |                   |                   |                   |  |  |                |                |                |                |
|  |                         |                                   | 5                    | Olympiques de Gatineau   | 4 | 4                           |                  |                  |                  |                  |  |  |                   |                   |                   |                   |  |  |                |                |                |                |
|  | 7                       | Cataractes de Shawinigan          | 5                    | Olympiques de Gatineau   | 4 | 4                           | 4                | 4                |                  |                  |  |  |                   |                   |                   |                   |  |  |                |                |                |                |
|  | 7                       | Cataractes de Shawinigan          |                      |                          |   |                             |                  | 4                |                  |                  |  |  |                   |                   |                   |                   |  |  |                |                |                |                |
|  | 10                      | Rocket de l'Île-du-Prince-Édouard | 1                    | 1                        |   |                             |                  |                  |                  |                  |  |  |                   |                   |                   |                   |  |  |                |                |                |                |
|  | 10                      | Rocket de l'Île-du-Prince-Édouard | 1                    | 1                        | 4 | Voltigeurs de Drummondville | 2                | 2                |                  |                  |  |  |                   |                   |                   |                   |  |  |                |                |                |                |
|  | du 25 mars au 1er avril |                                   |                      |                          | 4 | Voltigeurs de Drummondville | 2                | 2                |                  |                  |  |  |                   |                   |                   |                   |  |  |                |                |                |                |
|  |                         |                                   | 5                    | Olympiques de Gatineau   | 4 | 4                           |                  |                  |                  |                  |  |  |                   |                   |                   |                   |  |  |                |                |                |                |
|  | 8                       | Maineiacs de Lewiston             | 5                    | Olympiques de Gatineau   | 4 | 4                           | 4                | 4                |                  |                  |  |  |                   |                   |                   |                   |  |  |                |                |                |                |
|  | 8                       | Maineiacs de Lewiston             |                      |                          |   |                             |                  | 4                |                  |                  |  |  |                   |                   |                   |                   |  |  |                |                |                |                |
|  | 9                       | Wildcats de Moncton               | 1                    | 1                        |   |                             |                  |                  |                  |                  |  |  |                   |                   |                   |                   |  |  |                |                |                |                |
|  | 9                       | Wildcats de Moncton               | 1                    | 1                        |   |                             |                  |                  |                  |                  |  |  |                   |                   |                   |                   |  |  |                |                |                |                |
|  |                         |                                   |                      |                          |   |                             |                  |                  |                  |                  |  |  |                   |                   |                   |                   |  |  |                |                |                |                |

## Équipes d'étoiles
La ligue sélectionne trois équipes d'étoiles dont une pour les recrues.

### Première équipe
- Gardien de but : Christopher Gibson, Saguenéens de Chicoutimi
- Défenseur : Simon Després, Sea Dogs de Saint-Jean
- Défenseur : Ryan Kavanagh, Cataractes de Shawinigan et Océanic de Rimouski
- Ailier gauche : Jonathan Huberdeau, Sea Dogs de Saint-Jean
- Centre : Sean Couturier, Voltigeurs de Drummondville
- Ailier droit : Jonathan Marchessault, Remparts de Québec

### Deuxième équipe
- Gardien de but : Evan Mosher, Rocket de l'Île-du-Prince-Édouard
- Défenseur : Brandon Gormley, Wildcats de Moncton
- Défenseur : Jean-Philippe Mathieu, Voltigeurs de Drummondville
- Ailier gauche : Étienne Brodeur, Maineiacs de Lewiston
- Centre : Philip-Michaël Pinard-Devos, Olympiques de Gatineau et Tigres de Victoriaville
- Ailier droit : Guillaume Asselin, Saguenéens de Chicoutimi

### Équipes des recrues
- Gardien de but : Domenic Graham, Voltigeurs de Drummondville
- Défenseur : Dan Milan, Wildcats de Moncton
- Défenseur : Dominic Poulin, Saguenéens de Chicoutimi
- Ailier gauche : Charles Simard-Hudon, Saguenéens de Chicoutimi
- Centre : Mirko Höfflin, Remparts de Québec
- Ailier droit : Zach O'Brien, Titan d'Acadie-Bathurst

## Trophées
Quatre récompenses collectives et vingt individuelles sont décernées.

### Récompenses collectives
- Coupe du président (champions des séries éliminatoires) : Sea Dogs de Saint-Jean
- Trophée Jean-Rougeau (champions de la saison régulière) : Sea Dogs de Saint-Jean
- Trophée Robert-Lebel (meilleure moyenne de buts encaissés) : Sea Dogs de Saint-Jean
- Trophée Luc-Robitaille (plus grand nombre de buts marqués) : Sea Dogs de Saint-Jean

### Récompenses individuelles
- Trophée Jean-Béliveau (meilleur pointeur : Philip-Michaël Pinard-Devos, Olympiques de Gatineau et Tigres de Victoriaville
- Trophée Jacques-Plante (meilleure moyenne de buts encaissés) : Jacob De Serres, Sea Dogs de Saint-Jean
- Trophée Michel-Bergeron (recrue offensive de l'année) : Charles Hudon, Saguenéens de Chicoutimi
- Trophée Frank-J.-Selke (joueur le plus gentilhomme) : Philip-Michaël Pinard-Devos, Olympiques de Gatineau et Tigres de Victoriaville
- Trophée Michel-Brière (meilleur joueur) : Sean Couturier, Voltigeurs de Drummondville
- Trophée Émile-Bouchard (défenseur de l'année) : Simon Després, Sea Dogs de Saint-Jean
- Trophée Guy-Lafleur (meilleur joueur des séries éliminatoires) : Jonathan Huberdeau, Sea Dogs de Saint-Jean
- Trophée Michael-Bossy (meilleur espoir) : Sean Couturier, Voltigeurs de Drummondville
- Trophée Raymond-Lagacé (recrue défensive de l'année) : Domenic Graham, Voltigeurs de Drummondville
- Trophée Marcel-Robert (meilleur étudiant) : Nicolas Therrien, Saguenéens de Chicoutimi
- Trophée Paul-Dumont (personnalité de l'année) : Louis Leblanc, Junior de Montréal
- Trophée John-Horman (administrateur de l'année) : Kent Hudson, Rocket de l'Île-du-Prince-Édouard
- Trophée Jean-Sawyer (meilleur directeur marketing) : Vicky Côté, Voltigeurs de Drummondville
- Coupe RDS (meilleure recrue) : Charles Hudon, Saguenéens de Chicoutimi
- Trophée Ron-Lapointe (meilleur entraîneur) : Gerard Gallant, Sea Dogs de Saint-Jean
- Joueur humanitaire de l'année (plus grande implication dans la communauté) : Gabriel Lemieux, Cataractes de Shawinigan
- Trophée Kevin-Lowe (meilleur défenseur défensif) : Andrew Randazzo, Voltigeurs de Drummondville
- Trophée Guy-Carbonneau (meilleur attaquant défensif) : Phillip Danault, Tigres de Victoriaville
- Trophée Maurice-Filion (directeur général de l'année) : Dominic Ricard, Voltigeurs de Drummondville
- Trophée Denis-Arsenault (conseiller pédagogique de l'année) : Rodrigue Landry, Océanic de Rimouski